# El Estor
El Estor – miasto we wschodniej Gwatemali, w departamencie Izabal, około 130 km na zachód od stolicy departamentu, miasta Puerto Barrios, oraz od wybrzeża Morza Karibskiego. Miasto leży na nizinie nadmorskiej, na brzegu jeziora Izabal na wysokości 45 m n.p.m. W okolicach El Estor prowadzone jest wydobycie niklu. Według danych szacunkowych w 2012 roku liczba ludności miasta wyniosła 21 094 mieszkańców.

## Gmina El Estor
Jest siedzibą władz gminy o tej samej nazwie, która w 2012 roku liczyła 75 884 mieszkańców. Gmina jak na warunki Gwatemali jest bardzo duża, a jej powierzchnia obejmuje 2896 km².